# Bronzewidder von Syrakus

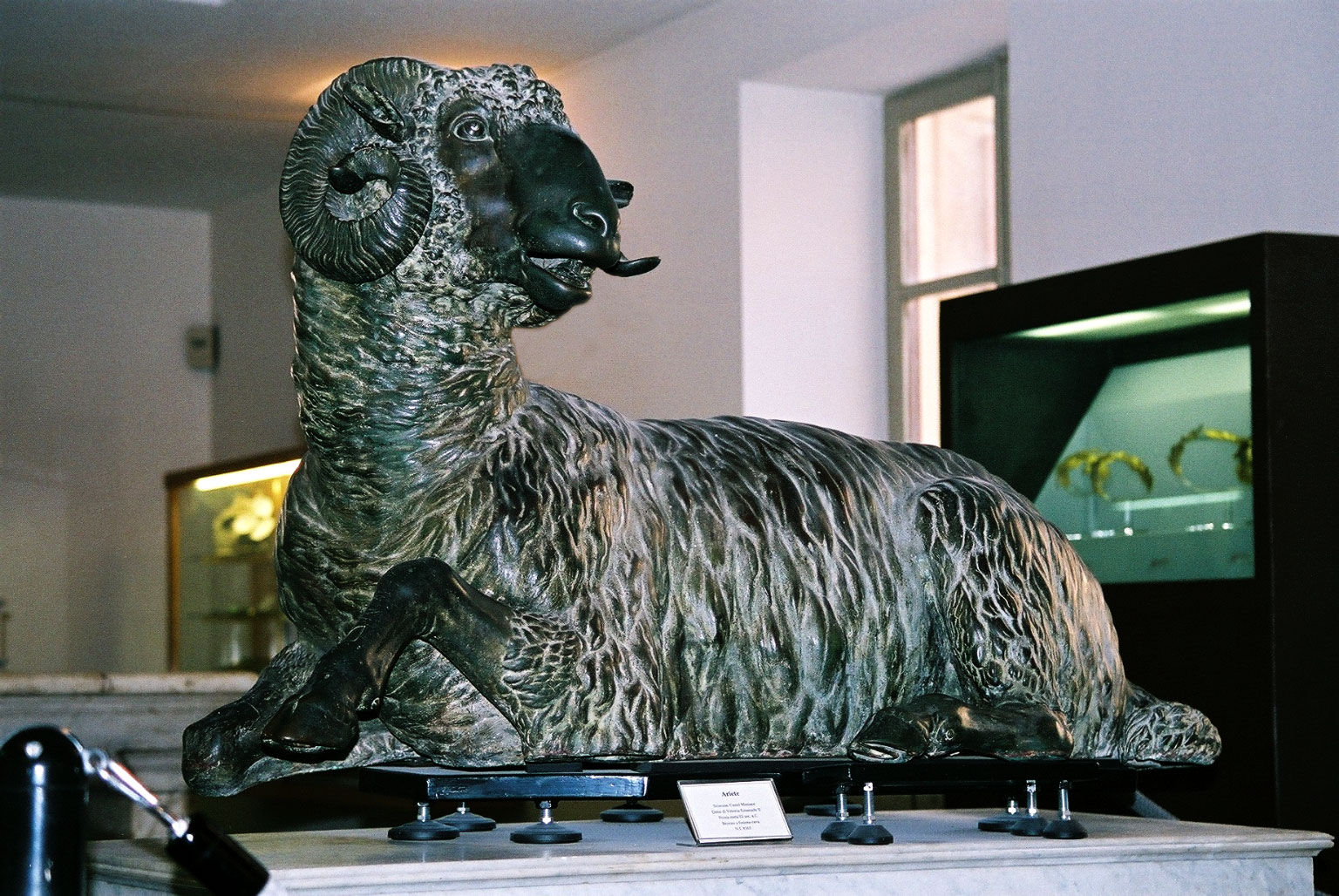
Der Bronzewidder im Archäologischen Museum von Palermo

Der Bronzewidder von Syrakus, auch Widder von Castello Maniace genannt, ist eine antike Bronzeskulptur. Er befindet sich im Museo Archeologico Regionale Antonino Salinas in Palermo (Inventarnummer 8365). Er war ursprünglich Teil eines Paares aus zwei spiegelbildlichen Widderstatuen; das Gegenstück ist heute verloren. Die Datierung der Skulptur sowie ihr Fertigungsort sind umstritten; Datierungen reichen von der hellenistischen Epoche bis in die römische Kaiserzeit.

## Beschreibung

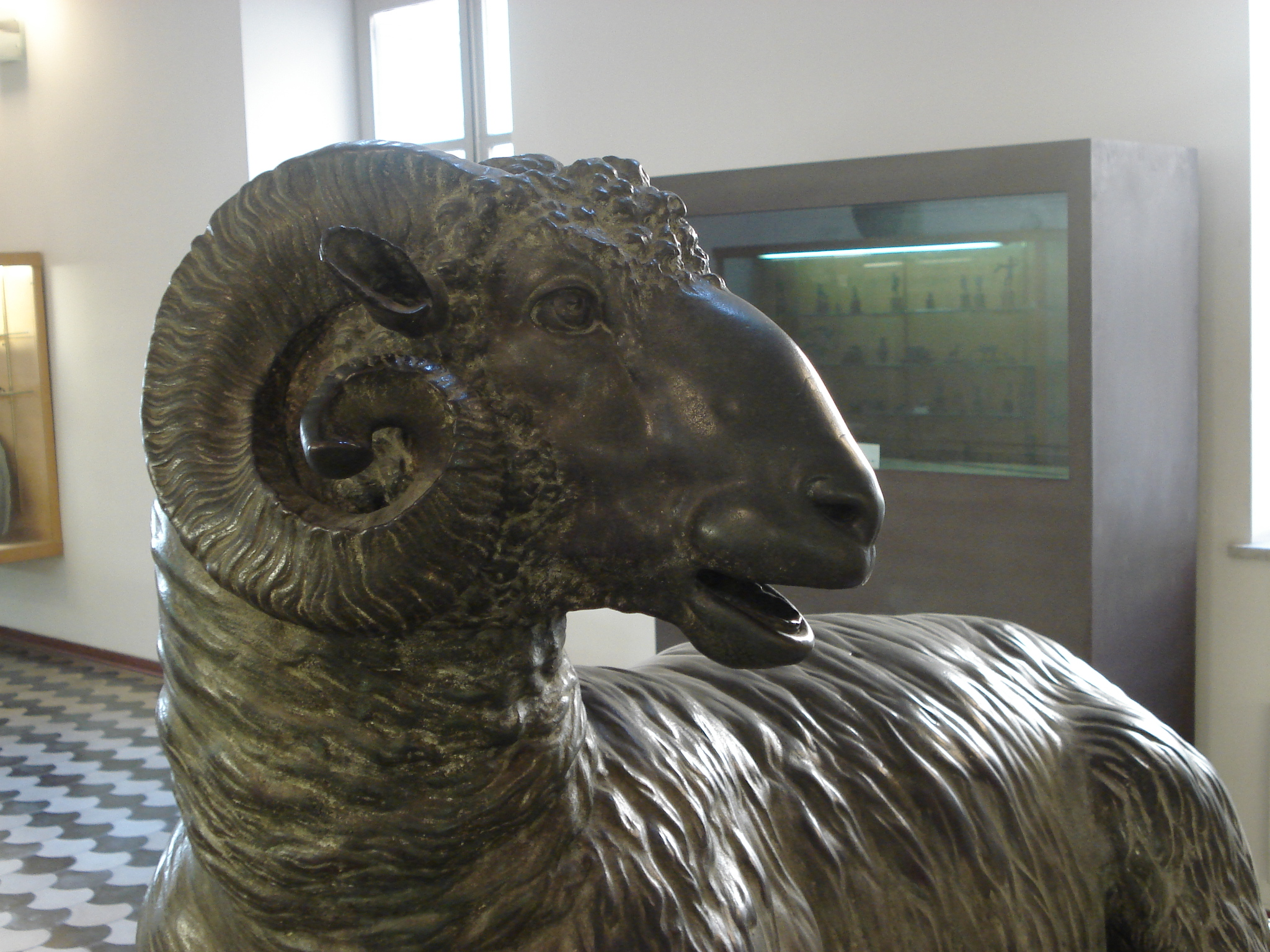
Kopf des Bronzewidders

Die mit einer Höhe von 79 cm und einer Länge von 138 cm etwa lebensgroße Statue eines Widders zeigt das Tier liegend mit aufgestelltem linken Vorderbein. Es hat den Kopf zu seiner linken Seite gedreht und das Maul leicht geöffnet. Die gedrehten Hörner und das an Kopf fein gelockte, am Körper lange, gewellte Fell sind detailreich herausgearbeitet.
Die Statue wurde als Hohlguss im Wachsausschmelzverfahren hergestellt.

## Datierung und Herkunft
Die Statue wurde gemeinhin als griechisches Kunstwerk betrachtet. Aufgrund ihrer hohen Qualität wurde immer wieder versucht, sie mit bekannten Namen in Verbindung zu bringen: So sei sie im künstlerischen Umfeld des berühmten Bildhauers Lysipp geschaffen worden und habe den Palast des Agathokles oder Hieron II. geschmückt. Für diese Annahmen fehlt jedoch jede wissenschaftliche Grundlage. Die allgemeinere Einordnung als Werk der griechischen Kunst – in welchem Fall aufgrund des Themas und der Ausarbeitung nur die hellenistische Epoche infrage kommt – wurde in der archäologischen Fachliteratur meist übernommen; gelegentlich wurde die Statue aber auch als römisches Werk nach hellenistischem Vorbild bezeichnet, etwa von Gisela M. A. Richter. Der Kunsthistoriker Henning Gans schlägt dagegen eine Datierung in antoninische Zeit vor. Er befasste sich unter anderem mit der Gestaltung der Augen und kam zu dem Schluss, dass die Details der Pupillen denen kaiserzeitlicher Statuen entsprechen. Zudem sind die Augen der Statue mitgegossen. Dies ist bei griechischen Großbronzen in der Regel nicht der Fall, sondern die Augen wurden beim Gießen ausgespart und später aus einem anderen Material gefertigte Augen eingesetzt. Gans hält es zudem für unwahrscheinlich, dass die wertvollen Statuen angesichts der zahlreichen Plünderungen der Insel Sizilien (nicht zuletzt durch den korrupten römischen Statthalter Gaius Verres) über so lange Zeit vor Ort geblieben wären. Eine römische Arbeit nach einem hellenistischen Vorbild hält jedoch auch Gans nicht für ausgeschlossen, wobei der ikonografische Kontext verändert worden sein und dem Bild eine neue Bedeutung gegeben worden sein könnte. Somit müsse die Statue keineswegs auf Sizilien produziert worden sein. Sie könnte auch erst in mittelalterlicher Zeit dorthin gebracht worden sein; Gans diskutiert eine mögliche Herkunft aus Byzanz. Über die Bronzekunst Siziliens ist nicht genug bekannt, um stilistische Vergleiche anstellen zu können. Diese Neudatierung in die mittlere Kaiserzeit wurde teils angenommen, teils wird die Statue weiterhin als Beispiel für sizilische hellenistische Kunst geführt.

## Funktion
Da der ursprüngliche Aufstellungskontext der Staue unbekannt ist, lassen sich seine Funktion und sein ikonografischer Zusammenhang nicht sicher erschließen. Heinrich Heydemann, der die Statue 1871 als erster wissenschaftlich beschrieb, hielt sie für eine Brunnenfigur, aus deren Maul Wasser sprudelte. Gans vermutet, dass der Widder und sein Pendant Teil einer Statuengruppe waren. Als wahrscheinlichste Möglichkeiten diskutiert er eine Darstellung des Zusammentreffens von Odysseus mit dem Kyklopen Polyphem, da in diesem Mythos Schafe eine Rolle spielen, oder ein idyllisches Hirtenbild, das zur Gestaltung eines locus amoenus in einer Garten- oder Villenanlage aufgestellt gewesen sein könnte. Die unregelmäßige Unterseite der Statue weise jedenfalls darauf hin, dass die Widder auf einer absichtlich unebenen Basis angebracht waren, die eine natürliche Landschaft (eine Wiese oder einen Felsen) nachahmte.

## Nachantike Geschichte

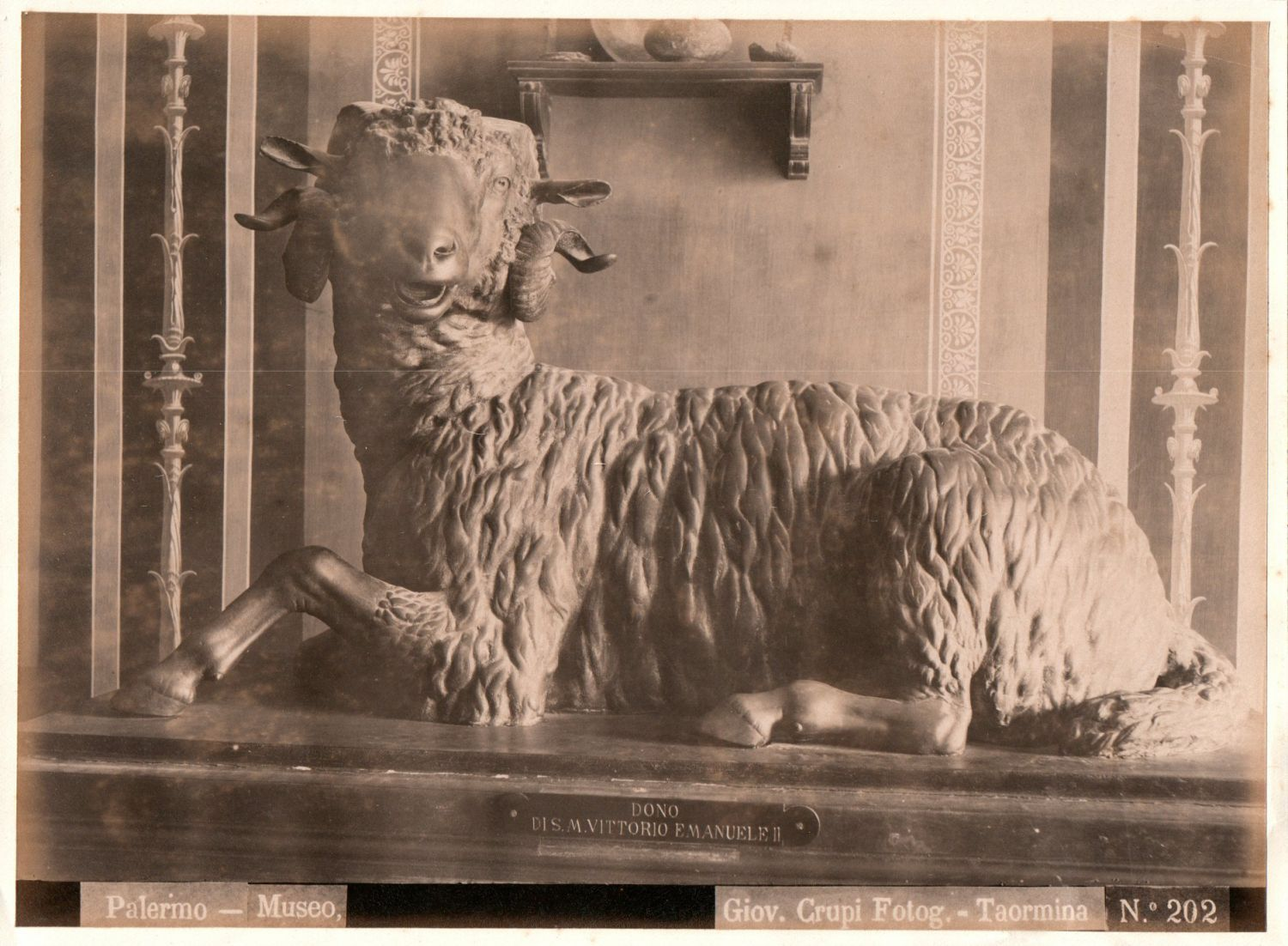
Aufnahme aus dem 19. Jh. von Giovanni Crupi

Über die Herkunft sowie über die antike Verwendung der Statue ist nichts überliefert. Gut belegt ist hingegen die Geschichte der Statue und ihres Pendants ab etwa der Mitte des 13. Jahrhunderts. In dieser Zeit schmückten die beiden Widder das Castello Maniace in Syrakus. Die Widder flankierten in sieben Metern Höhe das Hauptportal der Festung. 1448 schenkte Alfons von Kastilien sie dem Capitano Giovanni Ventimiglia als Dank dafür, dass dieser eine Verschwörung gegen den König von Sizilien niedergeschlagen hatte. Sie wurden nach Castelbuono verbracht, wo Ventimiglias Familie einen Sommersitz unterhielt. Nach Ventimiglias Tod 1473 wurden die Widderstatuen gemäß seinem Testament an seiner Grabstätte aufgestellt. 1481 wurde der Besitz der Familie konfisziert und die Bronzewidder wurden wieder zum Besitz der königlichen Familie. Ab 1517 waren sie für einige Zeit im Castello a Mare, der Hafenfestung von Palermo, aufgestellt. Ein Versuch, sie nach Neapel abzutransportieren, scheiterte an Protesten in Palermo. So standen sie in der königlichen Residenz im Palazzo dei Normanni. Dort konnte Johann Wolfgang von Goethe sie im Jahr 1787 besichtigen, wovon er in seiner Italienischen Reise berichtete:

„Am meisten war mir um die zwei Widder von Erz zu tun, welche, auch unter diesen Umständen gesehen, den Kunstsinn höchlich erbauten. Sie sind liegend vorgestellt, die eine Pfote vorwärts, als Gegenbilder die Köpfe nach verschiedenen Seiten gekehrt; mächtige Gestalten aus der mythologischen Familie, Phrixus und Helle zu tragen würdig. Die Wolle nicht kurz und kraus, sondern lang und wellenartig herabfallend, mit großer Wahrheit und Eleganz gebildet, aus der besten griechischen Zeit. Sie sollen in dem Hafen von Syrakus gestanden haben.“

Am 25. Januar 1848 wurden im ersten italienischen Unabhängigkeitskrieg bei einem Aufstand gegen das Haus Bourbon und seine Herrschaft über Sizilien die beiden Statuen aus dem Fenster geworfen. Dabei wurde eine der Statuen zerstört, die andere nur leicht beschädigt. Die verbleibende Statue wurde in der Universität Palermo aufbewahrt, bis sie 1866 in das neu gegründete Museum überführt wurde.